# Pinufius rebus
Pinufius rebus is een slakkensoort uit de familie van de Pinufiidae. De wetenschappelijke naam van de soort is voor het eerst geldig gepubliceerd in 1960 door Er. Marcus & Ev. Marcus.